# Island Line (MTR)
De Island line is een van de elf metrolijnen van de Metro van Hongkong. De lijn loopt van station Kennedy Town naar metrostation Chai Wan en heeft als lijnkleur donkerblauw.

## Geschiedenis
De gemeente heeft in december 1980 ingestemd met de bouw van de derde metrolijn en in oktober 1981 begon de bouw van de veertien stations tellende metrolijn. De metrolijn is geopend op 31 mei 1985 tussen Admiralty en Chai Wan. Een jaar later op 23 mei 1986 kwamen daar de stations Central en Sheung Wan bij. Op 28 december 2014 werd de metrolijn voor de laatste maal verlengt. Vanaf de halte Sheung Wan kwamen de stations Sai Ying Pun, HKU en Kennedy Town erbij.

## Omgeving van de metrolijn
De Island line verbindt het zakencentrum Central en Admiralty, uitgaanscentra Wan Chai en Causeway Bay en de woonwijken Tai Koo, Heng Fa Tsuen en Chai Wan.

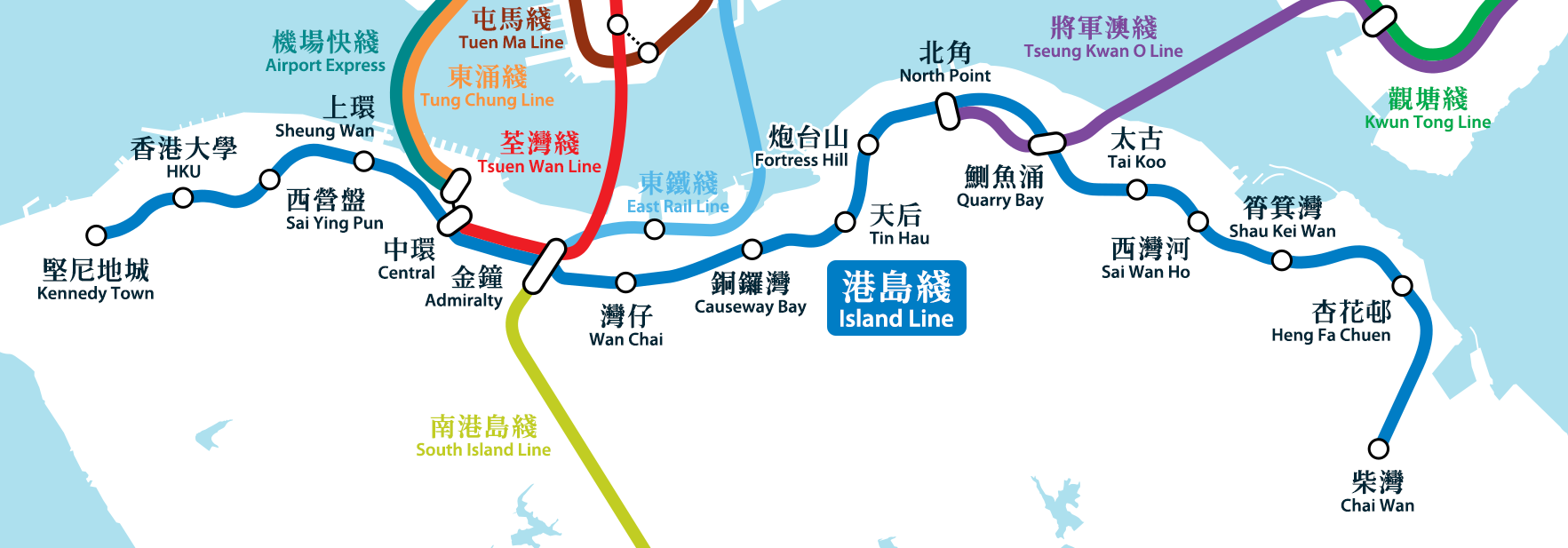
Geografisch accurate kaart van de MTR Island line (in blauw)

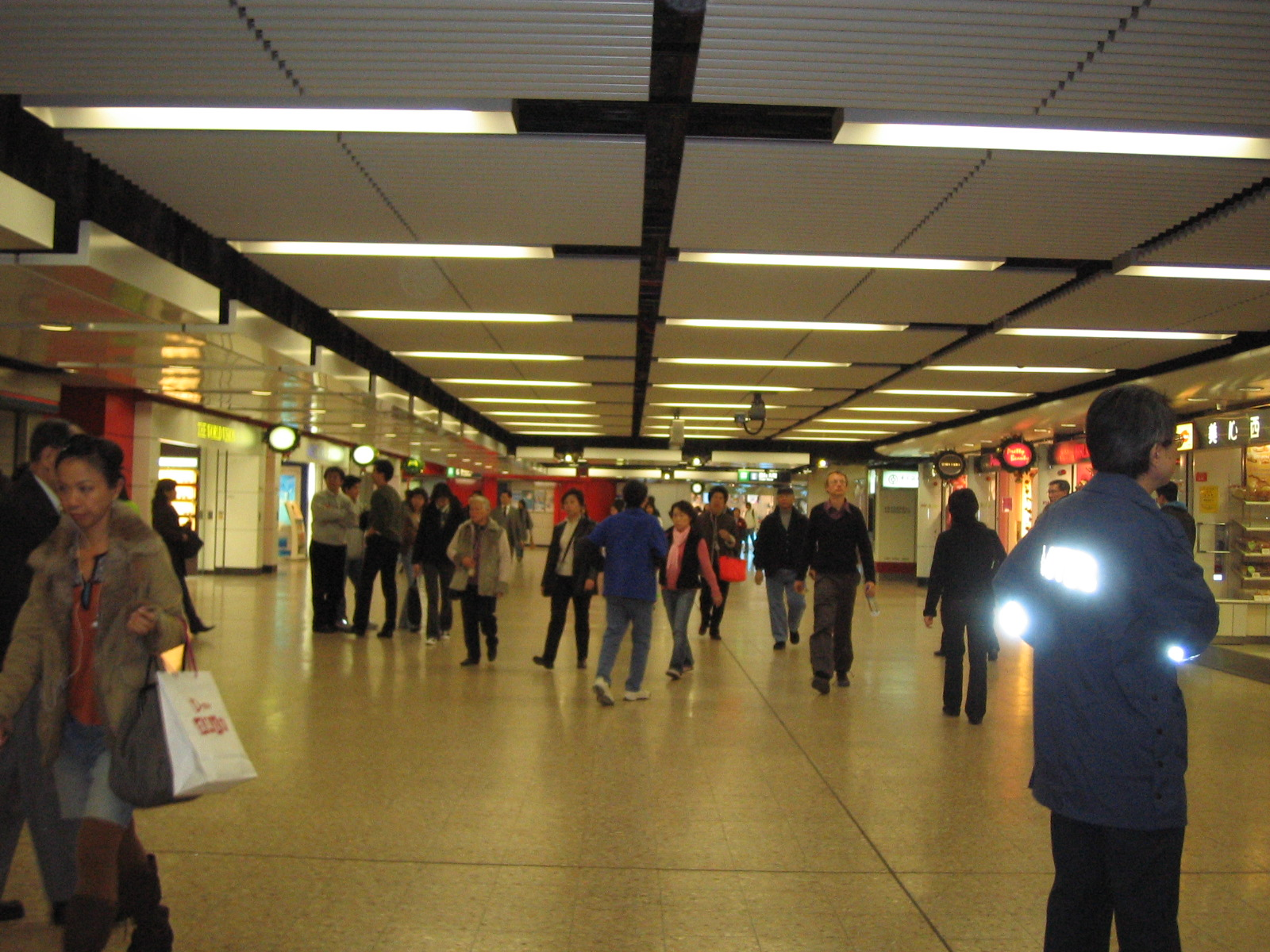
Hal station Central
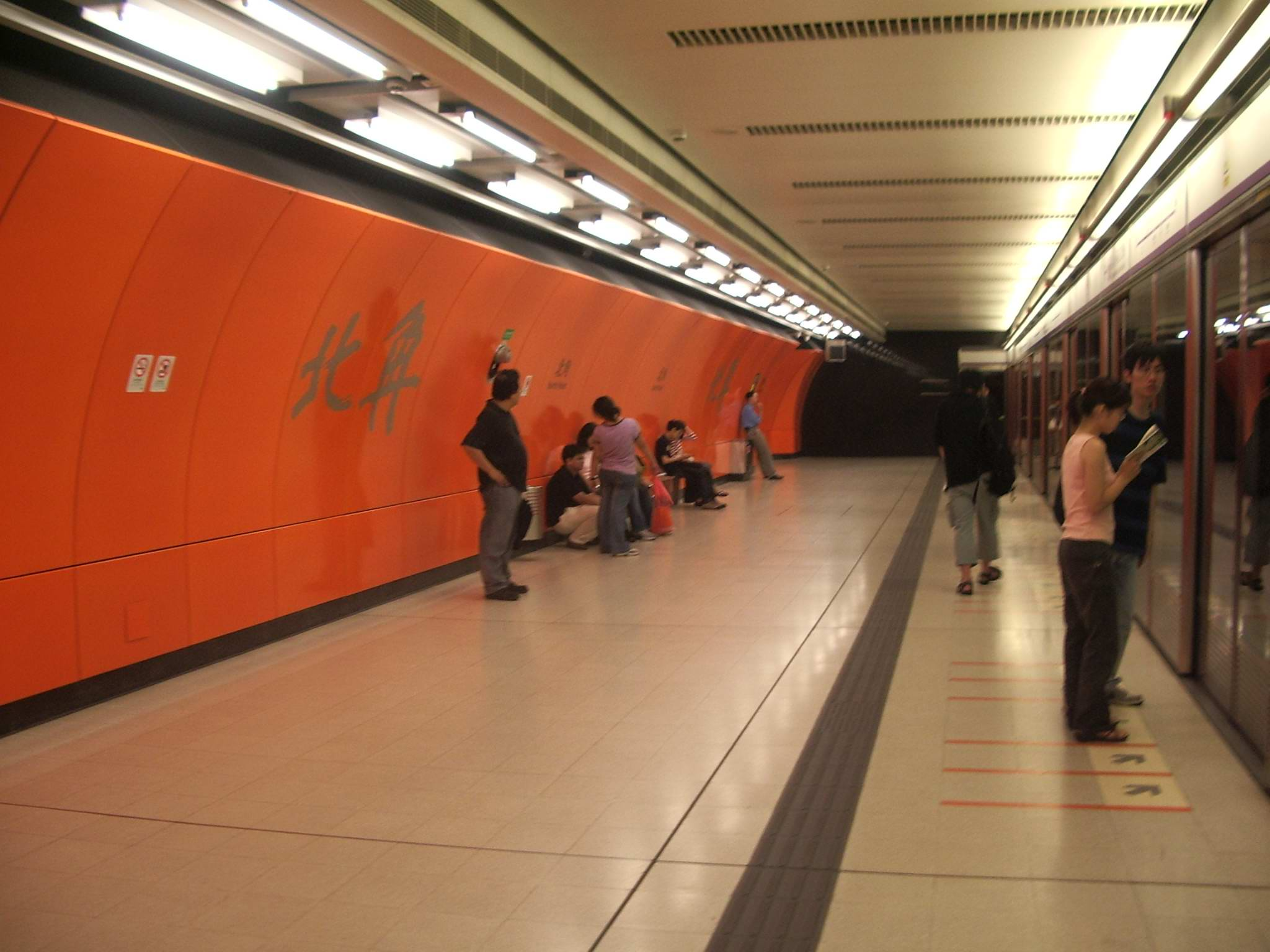
Perron station North Point